# 그랑블루 (영화)
《그랑블루》(프랑스어: Le Grand Bleu, 영어: The Big Blue)는 1988년 뤼크 베송이 만든 영화이다. 프리다이빙 라이벌인 자크 마욜(장마르크 바 분)과 엔조 몰리나리(장 르노 분)의 우정과 경쟁을 다뤘다. 누벨 이마주의 대표작 중 하나로 꼽힌다. 자크 마욜은 프리다이빙 기록을 보유했던 실존 인물로 극본 작업에도 참여했으나 영화의 내용은 픽션이다. 대한민국에서는 1993년 5월 15일에 개봉했다.

## 줄거리
1960년대 그리스의 아모르고스섬에서 어린 자크 마욜과 엔조 몰리나리는 함께 자란다. 엔조는 자크에게 해저의 동전을 줍자고 도전하지만 자크는 거절한다. 펌프 공급식 공기 호스와 헬멧을 사용하여 해저에서 개류를 채취하는 자크의 아버지는 잠수한다. 그의 호흡 장비와 밧줄이 바위에 걸려 찢어지고 물에 잠겨 아이들 앞에서 익사한다.
1980년대에 둘 다 프리다이빙 기술로 잘 알려지게 된다. 시칠리아에서 엔조는 난파선에 갇힌 다이버를 구한다. 그는 세계 챔피언 프리다이버이며, 이제 자크를 찾아 그가 여전히 둘 중 더 나은 선수임을 증명하기 위해 무제한 프리다이빙으로 돌아오도록 설득하고 싶어한다. 자크는 돌고래와 함께 인체 실험 피험자로 일하며 페루 안데스산맥의 호수에서 인체생리학에 대한 연구에 참여하고 있으며, 그곳에서 찬물에 잠수했을 때의 신체 반응이 기록되고 있다. 보험 중개인 조하나 베이커가 스테이션을 방문하여 자크를 소개받는다. 자크가 시칠리아의 타오르미나에서 열리는 세계 다이빙 선수권 대회에 참가한다는 소식을 들은 그녀는 그를 다시 만나기 위해 그곳에 자신의 존재가 필요하다고 속여 보험 문제를 조작한다. 둘은 데이트를 시작한다. 그러나 그들 중 누구도 깊은 곳에 대한 자크의 매력의 정도를 깨닫지 못한다. 자크는 엔조를 1미터 차이로 이기고, 엔조는 그에게 선물로 수정 돌고래를, 그리고 그들의 기록 사이의 작은 차이를 보여주는 줄자를 준다. 조하나는 뉴욕으로 돌아가지만 속임수가 발각되어 해고된다. 그녀는 뉴욕을 떠나 자크와 함께 살기 시작한다. 그녀는 바다를 진정으로 사랑하는 사람들에게 인어가 나타나 그들을 마법에 걸린 곳으로 인도한다는 이야기를 듣는다.
다음 세계 다이빙 선수권 대회에서 엔조는 자크의 기록을 깬다. 다이버들이 경쟁하는 깊이는 새로운 영역으로 들어가고, 다이빙 의사는 소용없지만 중단해야 한다고 제안한다. 자크는 새로운 돌고래가 배치되었고 돌고래들이 더 이상 공연하지 않는 돌고래 수족관을 보라고 요청받는다. 새로운 돌고래가 향수병에 걸렸다고 짐작한 그들 셋은 밤에 침입하여 돌고래를 해방시키고 바다로 돌려보낸다. 대회로 돌아와서 다른 다이버들은 엔조의 세계 기록을 깨려고 시도하지만 모두 실패한다. 자크는 400 피트 (120 m)에 도달하며 성공한다. 이에 화가 난 엔조는 자크의 기록을 깨려고 준비한다. 의사는 그 깊이에서 압력이 치명적이 되므로 경쟁자들이 더 깊이 들어가지 말아야 한다고 경고한다. 엔조는 의사를 무시하고 어쨌든 잠수를 시도하지만 표면으로 돌아올 수 없다. 자크는 그를 구하기 위해 잠수한다. 죽어가는 엔조는 자크에게 그가 옳았으며 그곳이 더 낫다고 말한다. 그는 자크에게 자신이 속한 깊은 곳으로 다시 돌아가는 것을 도와달라고 애원한다. 비통해진 자크는 거부하고 엔조는 그의 품에서 죽는다. 엔조의 죽어가는 소원을 존중하기 위해 자크는 엔조의 시신을 인체가 부력이 음수가 되는 깊이로 다시 데려가 친구가 깊은 곳으로 가라앉게 한다. 자크 자신도 잠수 후 심정지를 겪고 있었고, 감독하는 스쿠버 다이버들에게 구조되어 의료실에 옮겨지기 전에 세동제거기로 심장을 다시 뛰게 해야 했다.
자크는 잠수 사고에서 회복되는 것처럼 보이지만 나중에 환각적인 꿈을 경험하는데, 천장이 무너지고 방이 물로 가득 차며, 그는 돌고래들과 함께 바다 깊이로 들어가는 자신을 발견한다. 자신이 임신했다는 것을 알게 된 조하나는 자크를 확인하러 돌아오지만, 그가 피 묻은 귀와 피 묻은 코를 한 채 침대에 반응 없이 누워 있는 것을 발견한다. 조하나는 그를 돕기 위해 노력하지만, 자크는 일어나 다이빙 보트로 걸어가 마지막 잠수를 위해 옷을 입는다. 조하나는 필사적으로 자크에게 가지 말라고 애원하며 자신은 살아있지만 깊은 곳에서 일어난 일은 그렇지 않다고 말하지만, 그는 가야 한다고 말한다. 그녀는 자신이 임신했다고 발표하고 자크에게 머물러 달라고 애원한다. 그러나 그녀는 결국 그를 보내준다. 두 사람은 포옹하고 조하나는 울음을 터뜨린다. 자크는 잠수 밸러스트의 해제 코드를 그녀의 손에 쥐여주고, 여전히 흐느끼는 그녀는 그것을 당겨 그를 깊은 곳으로 내려보낸다. 자크는 하강하여 잠시 떠다니며 어둠 속을 응시한다. 그 후 돌고래가 나타나고 자크는 하네스를 놓아주고 돌고래와 함께 어둠 속으로 헤엄쳐 간다.

### 원본 및 대체 (미국) 엔딩
(돌고래와 함께 바다 깊은 곳으로 헤엄쳐 들어가는 자크의 모습이 담긴) 원본 엔딩은 의도적으로 모호했다. 자크가 헤엄쳐 들어간 깊이를 고려할 때, 그가 살아있는 채로 표면으로 돌아올 가능성은 매우 낮아 보인다.
미국판에서는 엔딩이 추가 장면으로 연장되어 돌고래와 함께 헤엄쳐 간 후 자크가 표면으로 돌아오는 모습이 나온다.

## 배역
- 로재나 아켓 - 조안나
- 장마르크 바 - 자크
- 장 르노 - 엔조
- 폴 셰나 - 로랜스 박사
- 마크 듀렛 - 알베르트
- 세르조 카스텔리토 - 경기 심판

## 한국판 성우진

### KBS (1997년 9월 7일)
- 김기현 - 엔조(장 르노)
- 이규화 - 작크(장마르크 바)
- 최덕희 - 조애나(로재나 아켓) / 어린 작크(브루스 게러 버텔롯)
- 신세인 - 작크의 삼촌(장 부아즈)
- 문옥현 - 엔조의 어머니(알레산드라 바졸레르)
- 오세홍 - 로랜스 박사(폴 셰나)
- 김태웅 - 신부(안드레아스 부트시나스)
- 김일 - 알베르트(마크 듀렛)
- 오인성 - 조애나의 회사 상사(그리핀 던)
- 조미란 - 어린 엔조(그레고리 포스트너)
- 문관일 - 작크의 아버지(클로드 베송) / 로랜스 박사의 조수(피에르 세믈러)
- 홍승섭 - 경기 심판(세르조 카스텔리토)
- 이윤정 - 보니타(발렌티나 바거스)

### SBS (2002년 9월 13일)
- 김기현 - 엔조(장 르노)
- 홍성헌 - 자끄(장마르크 바)
- 이선 - 조안나(로재나 아켓)
- 김민석 - 알베르토(마크 듀렛)
- 김태연
- 권혁수
- 임성표
- 배정미
- 한호웅
- 장호비
- 정소영
- 이진홍
- 정남

## 같이 보기
- 프랑스 영화